# Luis Salgado
Luis Salgado (ur. 30 sierpnia 1980 roku w Portoryko) – aktor, choreograf i tancerz.

## Filmografia
- EGG, the Arts Show (2000–2002) jako Luis Llamas
- Dirty Dancing 2 (Dirty Dancing: Havana Nights, 2004) jako Tancerz tańca towarzyskiego
- Across the Universe (2007) jako Sierżant
- Zaczarowana (Enchanted, 2007) jako Tancerz
- Step Up 2 (Step Up 2 the Streets, 2008) jako Alejandro
- The Great Observer (2008) jako Tancerz